# Flösta
Flösta är en by på västra sidan Dalälven i Hedesunda socken, Gävle kommun. Närmaste grannbyar är Ålbo och Oppåker. Några stavningar av namnet sedan 1542: Fflostad, Fflöstad, Flotsta. Namnet kan ha med Dalälvens översvämningar av strandområdet att göra.